# Kxxma

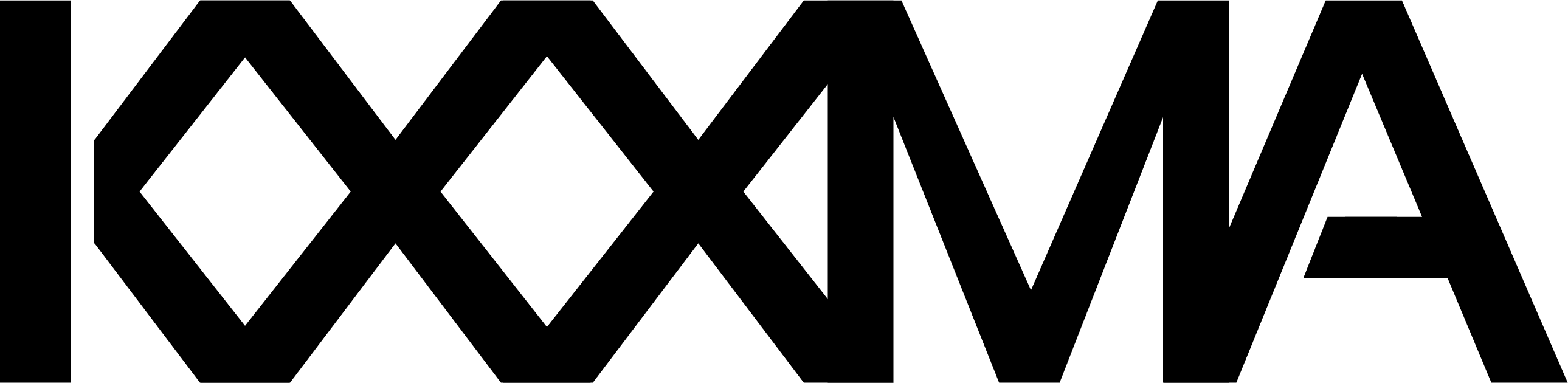
Logo von Kxxma

Kxxma (bürgerlich: Jan-Phillipp Staack; * 8. Juni 1996 in Eutin) ist ein deutscher Techno-DJ und -Produzent aus Schwerin. Er steht bei Universal unter Vertrag.

## Werdegang
Staack begann in seiner Jugend, inspiriert durch einen lokalen DJ, mit dem Auflegen. Nachdem er einen Newcomer-Contest gewonnen hatte, erfolgte sein erster Auftritt bei einem Holi Festival. Anschließend spielte er auf regionalen Veranstaltungen und Clubs. Auch legte er 2019 bei der Airbeat One auf. Unter seinem ersten Pseudonym erlangte er während der Covid-Pandemie auch auf TikTok erste Bekanntheit. Darüber hinaus veröffentlichte er einen Remix für Culcha Candelas Nummer-1-Hit Hamma! und fungierte auf deren Tournee regelmäßig als Vor-Act. In einer Rezension der Berliner Morgenpost zum Konzert in Berlin wurde sein Auftritt hervorgehoben.
2022 spielte er erneut auf der Airbeat One. Einer seiner beiden Sets erfolgte dabei unter seinem neuen Alias KXXMA. Das Pseudonym steht für Karma und eine Maske dient als Markenzeichen. Ursprünglich als Zweitprojekt gegründet liegt der musikalische Fokus auf Hard-Techno. Die erste Veröffentlichung Get Shaky übertraf mit über 35 Mio. Streams auf Spotify den Erfolg seiner bisherigen Lieder. Das Cover zu Herz an Herz ging auf TikTok viral, weist 21 Mio. Streams auf und erreichte Platz #17 der deutschen Dancecharts. Durch weitere Neuinterpretationen, beispielsweise zu Laserkraft 3D – Nein, Mann!, etablierte sich Kxxma in der Techno-Szene. Sein Remix zu Ewigkeit überragte mit 39 Mio. Spotify-Streams das Original und erreichte Rang #11 der offiziellen deutschen Single-Charts. Infolgedessen wurde er bei dem Universal-Label Zeitgeist unter Vertrag genommen. 2023 spielte Kxxma außerdem auf den Festivals SonneMondSterne sowie Sputnik Springbreak. Das FAZE Magazine widmete ihm in der Ausgabe vom Oktober einen Artikel. Darin wird auch auf seine Single Wein eingegangen, die stilistisch an Ewigkeit anknüpft.

## Diskografie

### Singles
- 2021: Culcha Candela – Hamma! (Remix)
- 2022: Get Shaky (mit TurboKevin) [Vertigo]
- 2022: All I Want for Christmas Is You [Zeitgeist]
- 2023: Herz an Herz [Zeitgeist]
- 2023: Sailor Moon (Sag das Zauberwort) [Zeitgeist]
- 2023: I Wanna Be A Hippy (mit Technohead) [Zeitgeist]
- 2023: Dueja – BadBitchSide [Polydor]
- 2023: Nein, Mann! [Zeitgeist]
- 2023: erobé, Lyfrix – Ewigkeit (Remix)
- 2023: Rea Garvey – Free Like The Ocean (Kxxma Wave Version)
- 2023: Wein (mit Kaluma) [Zeitgeist]
- 2023: Jona – 10/10 (Kxxma Remix)
- 2023: Abhauen (mit Anstandslos & Durchgeknallt, Joelina) [Crash Your Sound]
- 2024: DJ DREH MAL AUF (mit Noisetime & Paracek)
- 2024: Eiskalt RMX (mit Culcha Candela & Noisetime)
- 2024: Immer Noch Wach (mit erobé und Pytro) [Zeitgeist]
- 2024: Break The Rules [Zeitgeist]
- 2024: HBz x 2 Engel & Charlie – Erinner mich (Kxxma Remix) [JINX]
- 2024: WASSEREIS (aber Techno) (mit Rubi) [Polydor]